# Amblyglyphidodon leucogaster
Amblyglyphidodon leucogaster är en fiskart som först beskrevs av Bleeker, 1847.  Amblyglyphidodon leucogaster ingår i släktet Amblyglyphidodon och familjen Pomacentridae. Inga underarter finns listade i Catalogue of Life.

## Bildgalleri

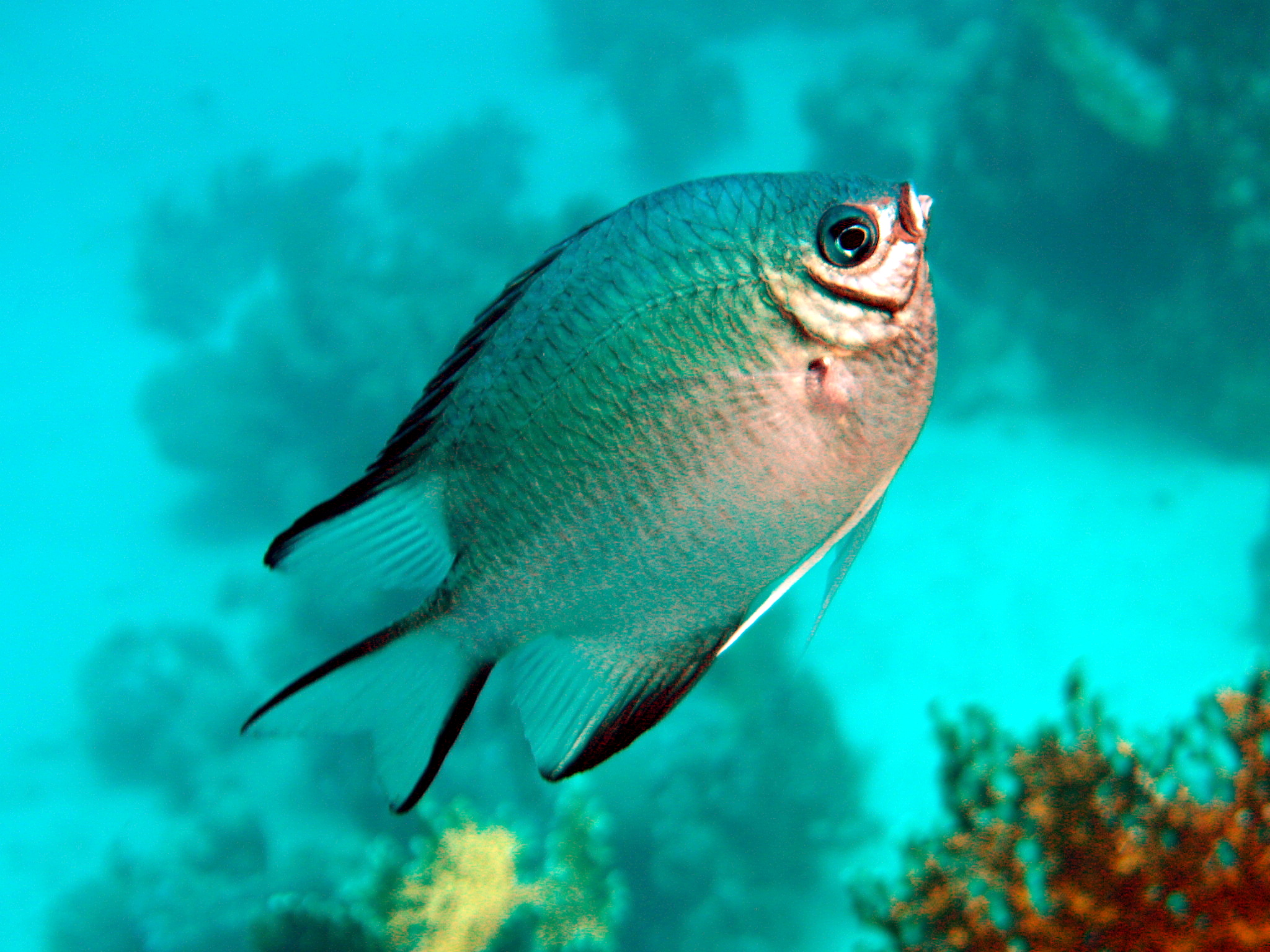
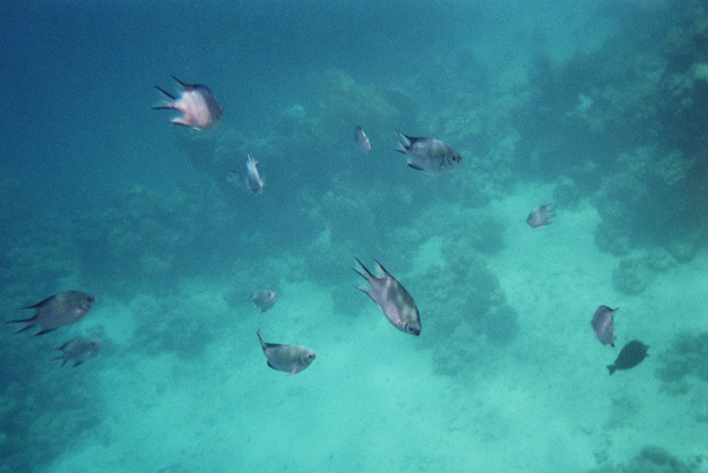
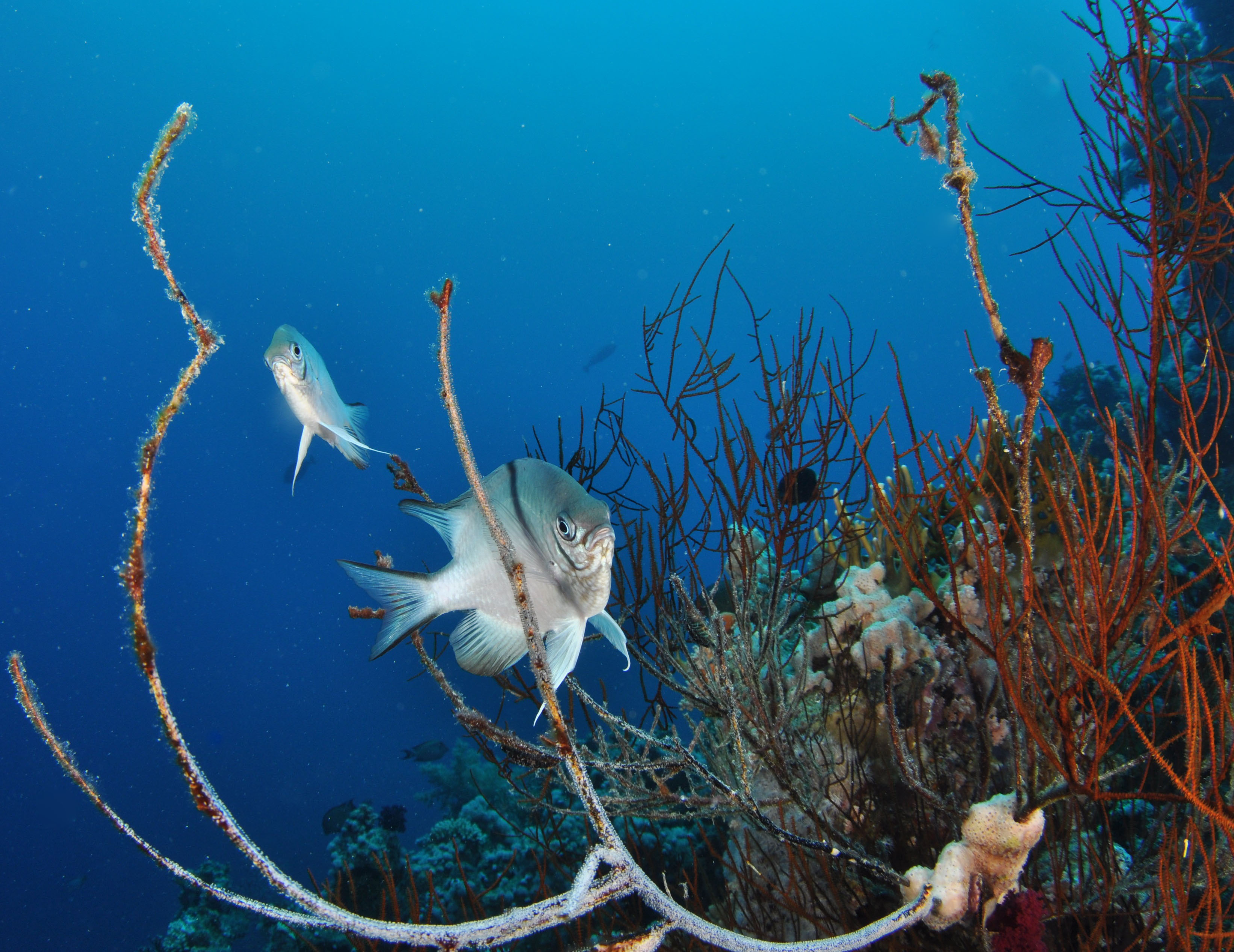